# Zapadni tihooceanski otok smeća
Zapadni tihooceanski otok smeća, zapadna tihooceanska nakupina smeća (eng. Western Pacific Garbage Patch), velika površina Tihog oceana čijom površinom pluta cjelovita nakupina smeća, ponajviše plastičnog otpada. Otok počinje 2000 km od Kalifornije. Glavni je otok smeća uz Veliki, koji je na istoku Tihog oceana. Prostire se od Japana do Havaja. Smješten je u području jugoistočno od produžetka oceanske struje Kuroshija. Okreće se poput oceanskog vrtloga. Hipoteza o ulozi Kuroshija u prijenosu krhotina otpada verificirana je promatranjem. Mali recirkulacijski vrtlog od obala Japana odgovoran je za nastanak Zapadnog otoka smeća. Još uvijek se istražuje da bi se točno razumjelo koje su točno sile koje su uzrok da se okreće u smjeru kazaljke na satu. Zapadni otok smeća manje je poznat i proučavan. Oblikovao se unutar Sjevernopacifičkoga oceanskog vrtloga.

## Povijest
Oblik je permanentnog neplaniranog antropogenog štetnog djelovanja na prirodni okoliš.) Prostire se zapadnim Tihim oceanom na sjevernoj polutci. Većinu tog otpada čine potrošni, odbačeni ili izgubljeni dijelovi ribolovnog alata, mreža i konopa, korišteni u legalnom i često u ilegalnom ribolovu. Posljedica nakupina ovog smeća na godišnjoj razini je smrt više od 100 tisuća kitova, dupina i tuljana, rastući broj mrtvih morskih ptica i ostalih životinja koje u trbuhu imaju puno malih komada plastike koje su instinktivno pojele misleći da je to hrana, ali upravo od toga umiru ili se zapetljaju i uguše. U organizme uđu i u sitni komadi mikroplastike prirodnim jedenjem ili disanjem, mimo volje konzumenata. Projektima uklanjanja otoka nastoji se ukloniti velike komade plastike, sprječavajući tako nastanak opasnije mikroplastike koju je teško ukloniti iz organizma. Plastika usitnjena na mikro i nano veličine štetno djeluje i na drugi način. Raspadanjem se taloži na morskom dnu te sprječava kisiku dotjecanje do organizama kojima je neophodan život, poput alga, algi, nepokretnih i slabo pokretnih životinja te ostalih biljaka koje zbog nedostatka kisika slabe i ugibaju. Plutajuća plastika na sebe privlači i veže druge toksične spojeve koji ulaze u probavni sustav morskih organizama te hranidbenim lancem ulaze u čovjeka. Nastavi zagađivanje današnjim trendom, do 2050. godine u oceanima će biti više plastičnog otpada od ribe.
Spada u sjevernotihooceansku veliku odobalnu zonu nagomilavanja plastike u svjetskim oceanima. Od godišnjeg izljeva plastike u oceane iz rijeka, preko pola je gušće od vode, zbog čega ne tone. Jače plastike odolijevaju te otplove daleko na pučinu kamo ih odnose struje, sve dok se ne nakupe u prostirku izvan djelovanja struja. Ulaskom u divovski vrtlog prostirke, ne napuštaju ju više sve dok se ne raspadnu u mikroplastiku pod utjecajem sunca, erozije, valova i morskih organizama. Zapadni otok tek je jedan u sjevernopacifičkom vrtlogu. Nalazi se zapadno od suptropske konvergencijske zone u kojoj je još jedan veliki otok smeća, a na suprotnom kraju Tihog oceana je Veliki tihooceanski otok smeća, koji je u stvari Istočni otok. Zapadni tihooceanski otok smeća bliže je japanskoj obali. Okreće se u smjeru kazaljke na satu. Na okretanje djeluju i termohalinska cirkulacija i Coriolisova sila.

## Vanjske poveznice
- The Independent
- e-sfera Biogeni i antropogeni procesi i oblici - Primjeri antropogenog djelovanja na izgled prostora
- Focus on Globalisation Plastic Island